# Mühlenamt Annaberg
Das Mühlenamt Annaberg war eine im Erzgebirgischen Kreis gelegene territoriale Verwaltungseinheit des Kurfürstentums Sachsen.
Bis zum Ende der sächsischen Ämterverfassung im Jahr 1856 bildete es den räumlichen Bezugspunkt für die Einforderung landesherrlicher Abgaben und Frondienste, für Polizei, Rechtsprechung und Heeresfolge.

## Geographische Ausdehnung
Das Gebiet des Mühlenamtes Annaberg befand sich auf einem Teil der heutigen Stadt Annaberg-Buchholz im Erzgebirgskreis und schloss den Pöhlberg und den am gegenüber liegenden Ufer der Sehma befindlichen Schreckenberg ein.

## Angrenzende Verwaltungseinheiten
|              | Amt Wolkenstein                             |                 |
| Amt Grünhain | Kompassrose, die auf Nachbargemeinden zeigt | Amt Wolkenstein |
|              | Amt Schlettau                               |                 |

## Geschichte
Das Mühlenamt Annaberg ging als Herrschaft Pöhlberg im Jahre 1411 durch Verpfändung vom Burggrafen von Meißen aus dem Geschlecht der Meinheringer an die Wettiner über. Seit der Leipziger Teilung 1485 gehörte es zur albertinischen Linie der Wettiner. Nach der Gründung der „Neustadt am Schreckenberg“ im Jahre 1496 (ab 1501 Annaberg genannt) wurde die Herrschaft Pöhlberg 1499 aufgelöst. Sitz des neuen Amtes wurde die namensgebende Herrenmühle an der Sehma. 1553 wurde das Amt an die Bergstadt Annaberg verpachtet. 1794 wurde das Mühlenamt Annaberg aufgelöst und in das Amt Wolkenstein integriert. Ein Teil der Aufgaben wurde noch bis 1830 vor Ort wahrgenommen.

## Zugehörige Orte
- Dörfel (nach 1590 zum Amt Grünhain)
- Frohnau mit der Herrenmühle Annaberg
- Geyersdorf
- Kleinrückerswalde